# تيم تشادويك
تيم تشادويك (بالإنجليزية: Tim Chadwick)‏ هو كاتب نيوزلندي، ولد في 4 أكتوبر 1962 في Hāwera ‏ في نيوزيلندا، وتوفي في 17 مارس 2010 بسبب حادث مرور.